# Бунте, Ганс
Га́нс Бунте (нем. Hans Hugo Christian Bunte; 25 декабря 1848, Вунзидель — 17 августа 1925, Карлсруэ) — немецкий химик-технолог, профессор химической технологии в университете Карлсруэ, учитель лауреата Нобелевской премии(1918) Фрица Габера. Впервые выделил и исследовал S-алкил-, S-арил- и S-алкиларилтиосульфаты (соли Бунте), изобрёл прибор для анализа хлороводорода (аппарат Бунте).

## Биография
С 1866 года Ганс Бунте изучал химию, физику и математику в политехнической школе в Штутгарте. После этого продолжил учёбу в университетах Гейдельберга и Эрлангена. В 1869 году защитил магистерскую диссертацию в Эрлангене, после чего работал ассистентом профессора органической химии Эмиля Эрленмейера в Мюнхене. Защитил докторскую диссертацию об исследовании органических тиосульфатов в 1872 году, после чего с 1874 года был сотрудником Н. Х. Шиллинга в мюнхенском обществе газового освещения (Münchner Gasbeleuchtungsgesellschaft), где занялся вопросами технологии газов и в 1887 году стал профессором химической технологии университета Карлсруэ.